# سرخ‌بان علیا
سرخ‌بان علیا، روستایی است از توابع بخش کلاشی شهرستان جوانرود در استان کرمانشاه ایران.

## جمعیت
این روستا در دهستان شروینه قرار داشته و براساس سرشماری سال ۱۳۸۵جمعیت آن ۶۷نفر (۱۷خانوار) بوده است.